# Luciën van Hoesel
Luciën van Hoesel (Eindhoven, 25 september 1950 – Haelen, 22 oktober 2000) was een Nederlands communistisch activist. Hij was secretaris van de in 1966 opgerichte maoïstische Rode Jeugd, die einde jaren zestig en begin jaren zeventig in Nederland voor opschudding zorgde.

## Periode bij de Rode Jeugd
In 1972 werd Van Hoesel gearresteerd door de politie wegens zijn aandeel in de dubbele bomaanslag in Eindhoven op de woning van burgemeester Herman Witte en op de auto van hoofdcommissaris J. Odekerken. De politie kon hem arresteren nadat Van Hoesel maanden was geschaduwd door de Binnenlandse Veiligheidsdienst (BVD). Van Hoesel werd tot twee jaar veroordeeld wegens verboden vuurwapenbezit.

## Latere periode
In de jaren 80 was hij actief als jongerenwerker in Arnhem en in 1995 werd Van Hoesel directeur en oprichter van Rijn-Side, een hulpopvang voor Arnhemse randgroepjongeren in de leeftijd van 12 tot 25 jaar. In 2000 overleed hij op vijftigjarige leeftijd aan een hersenbloeding.